# Philosophische Studientexte
Die Philosophischen Studientexte waren eine beim Akademie-Verlag in Ost-Berlin (DDR) erschienene Buchreihe für philosophische Primärliteratur, die seit Mitte der 1950er Jahre  publiziert wurde. Sie enthält Werke von der Antike bis in die neuere Zeit. Die Reihe erschien bis Anfang der 1970er Jahre. Einige Werke, wie beispielsweise die Philosophie des Buddhismus von Erich Frauwallner, erlebten mehrere Auflagen. Besonders stark vertreten ist der preußische Staatsphilosoph und Jenenser Hochschullehrer Georg Wilhelm Friedrich Hegel. Einige der Bände erschienen als Lizenzausgabe des (westdeutschen) Verlages Meiner in Hamburg.

## Bände der Reihe
- Immanuel Kant: Frühschriften
- Sebastian Franck: Paradoxa (ducenta octoginta)
- Walter Ruben: Beginn der Philosophie in Indien. Aus den Veden
- Erich Frauwallner: Die Philosophie des Buddhismus (Texte der indischen Philosophie)
- Eduard Gans: Philosophische Schriften.
- Georg Wilhelm Friedrich Hegel: Politische Schriften.
- Hermann von Helmholtz: Philosophische Vorträge und Aufsätze.
- Diogenes Laertius: Leben und Meinungen berühmter Philosophen.
- John Locke: Über den menschlichen Verstand.
- Friedrich Wilhelm Josef von Schelling: Frühschriften
- Karl Vogt, Jakob Moleschott und Ludwig Büchner: Schriften zum kleinbürgerlichen Materialismus in Deutschland (Band 1: Einleitung. Karl Vogt: Physiologische Briefe für Gebildete aller Stände. Jakob Moleschott: Der Kreislauf des Lebens. Physiologische Antworten auf Liebig`s Chemische Briefe. - Band 2: Ludwig Büchner: Kraft und Stoff. Empirisch-naturphilosophische Studien. Karl Vogt: Köhlerglaube und Wissenschaft. Eine Streitschrift gegen Hofrath Rudolph Wagner in Göttingen)
- Georg Wilhelm Friedrich Hegel: Wissenschaft der Logik
- Thomas Hobbes: Elemente der Philosophie
- Georg Wilhelm Friedrich Hegel: Vorlesungen über die Philosophie der Weltgeschichte
- John Toland: Briefe an Serena
- Matthias Knutzen: Ein dt. Atheist u. revolutionärer Demokrat d. 17. Jahrhunderts. Flugschriften u. andere zeitgenössische sozialkrit. Schriften. Hrsg. u. eingel. von Werner Pfoh
- Francis Bacon: Neu-Atlantis
- Gottlob Frege: Schriften zur Logik
- Johann Nikolaus Tetens Über den Ursprung der Sprachen und der Schrift
- Ernst Haeckel: Die Welträtsel
- Georg Wilhelm Friedrich Hegel: Jenaer Schriften
- Georg Wilhelm Friedrich Hegel: Enzyklopädie der philosophischen Wissenschaften im Grundrisse
- Hegel in Berichten seiner Zeitgenossen ⁄ Nicolin, Guenter
- Emil Heinrich Du Bois-Reymond: Vorträge über Philosophie und Gesellschaft
- George Berkeley: Drei Dialoge zwischen Hylas und Philonous
- Nikolaus von Kues: Die belehrte Unwissenheit
- Georg Forster: Philosophische Schriften. Mit Einf. und Erl. hrsg. von Gerhard Steiner
- Gottfried Wilhelm Leibniz: Fragmente zur Logik. Ausgew., übers. und erl. von Franz Schmidt
- Thomas Paine: Die Rechte des Menschen. Hrsg., übers. u. eingel. v. Wolfgang Mönke
- Desiderius Erasmus:Zur Friedensidee in der Reformationszeit
- Johann Gottlieb Fichte: Von den Pflichten der Gelehrten
- Wilhelm Weitling: Garantien der Harmonie und Freiheit. Mit einer Einl. und Anm. neu hrsg. von Bernhard Kaufhold
- Georg Wilhelm Friedrich Hegel: Politische Schriften. Hrsg. und eingel. von Gerd Irrlitz
- Georg Wilhelm Friedrich Hegel: Einleitung in die Geschichte der Philosophie
- Georg Wilhelm Friedrich Hegel: Jenenser Logik, Metaphysik und Naturphilosophie: hrsg. von Georg Lasson
- Georg Wilhelm Friedrich Hegel: Phänomenologie des Geistes: nach dem Texte der Orig.-Ausg. hrsg. von Johannes Hoffmeister
- Georg Wilhelm Friedrich Hegel: Jenaer Realphilosophie
- Thomas Hobbes: Vom Menschen
- David Hume: Eine Untersuchung über den menschlichen Verstand
- Thomas Hobbes: Das neue Organon. Hrsg. von Manfred Buhr. Übers. von Rudolf Hoffmann. Bearb. von Gertraud Korf
- Étienne Bonnot de Condillac: Die Logik oder Die Anfänge der Kunst des Denkens
- Nicolaus Copernicus: Über die Kreisbewegungen der Weltkörper
- René Descartes: Die Prinzipien der Philosophie
- René Descartes: Regeln zur Ausrichtung der Erkenntniskraft
- Cesare Beccaria: Des Herrn Marquis von Beccaria unsterbliches Werk von Verbrechen und Strafen: auf das Neue aus dem Italien. übers., mit durchgängigen Anmerkungen des ... Herren Hommels]. Hrsg. [auf Grund der Ausg. von 1778] und mit einem Nachw. vers. von John Lekschas
- Georg Wilhelm Friedrich Hegel: Die Vernunft in der Geschichte: hrsg. von Johannes Hoffmeister. Mit einer Einl. von Gottfried Stiehler
- Georg Wilhelm Friedrich Hegell: Vorlesungen über d. Philosophie d. Weltgeschichte. Mit e. Einl. von Gottfried Stiehler.
- Georg Wilhelm Friedrich Hegel: Vorlesungen über d. Philosophie d. Weltgeschichte. Die griechische und die römische Welt
- René Descartes: Meditationen über die Grundlagen der Philosophie mit sämtlichen Einwänden und Erwiderungen
- Georg Wilhelm Friedrich Hegel: Enzyklopädie der philosophischen Wissenschaften im Grundrisse (1830). Neu hrsg. von Friedhelm Nicolin u. Otto Pöggeler
- Thomas Campanella: Der Sonnenstaat. [Ins Dt. übertr. unter Mitarb. von G. Brauns ... Einleitung und Anmerkungen sind aus der Sowjetischen Akademie-Ausg., Moskau-Leningrad 1947, übernommen